# Verzuz
Verzuz est une émission musicale diffusée en streaming créée par les artistes Timbaland et Swizz Beatz en 2020.

## Concept
L'émission consiste en une battle opposant deux artistes avec leurs plus grands hits en direct sur Instagram. La battle dure dix tours, durant lesquels chaque artiste joue un morceau auquel il est associé, que ce soit en tant qu'auteur, compositeur ou interprète. Les artistes qui y sont invités sont généralement dans les genres hip-hop, RnB et pop et sont sélectionnés par Timbaland et Swizz Beatz,,. Les opposants discutent régulièrement entre les morceaux et il n'y a pas de vainqueur déclaré officiellement,.

## Historique
Verzuz est créée par les producteurs Timbaland et Swizz Beatz le 24 mars 2020, en pleine période de confinements liés à la pandémie de Covid-19. Le premier épisode les oppose tous les deux,,.
En mars 2021, l'émission est achetée par la société Triller. Timbaland et Swizz Beatz deviennent actionnaires de Triller et partagent leurs parts avec les 43 autres artistes ayant participé à l'émission.
En juillet 2020, les créateurs de l'émission font un partenariat avec Apple Music et Beats 1 et leur accordent les droits de diffusion et de rediffusion de l'émission. Dans le cadre de ce partenariat, Apple Music participe également à la production de Verzuz. L'émission continue cependant d'être diffusée en direct sur Instagram.
En novembre 2020, le battle entre les rappeurs Gucci Mane et Jeezy recueille une audience record de 9 millions de spectateurs.
Le 17 août 2022, les fondateurs de Verzuz portent plainte contre Triller, réclamant à la société 28 millions de dollars pour rupture de contrat. La plainte allègue qu'après avoir échoué à effectuer un paiement à Swizz Beatz et Timbaland en janvier 2022, Triller aurait passé un accord avec eux qui aurait engagé l'entreprise à leur verser chacun 9 millions de dollars à compter du 20 mars 2022 dans un délai de 10 mois ; et que cet accord n'aurait pas été respecté par Triller,.
Les deux parties parviennent à trouver un arrangement à l'amiable en septembre 2022, dans lequel les parts de Timbaland et Swizz Beatz dans Triller se voient augmenter,.

## «Effet Verzuz»
Plusieurs publications évoquent un « effet Verzuz » qui fait regagner en popularité les artistes qui y participent. Ainsi les artistes Kenneth Edmonds et Teddy Riley voient un rebond de 3 millions d'écoutes sur les plateformes de streaming musical seulement 24 heures après leur passage, tandis que Jill Scott et Erykah Badu voient un rebond de 6,7 millions d'écoutes après leur passage,,.

## Récompenses
En mai 2020, Swizz Beatz et Timbaland gagnent le prix spécial Crush the Internet pour leur émission Verzuz lors des Webby Awards.
En mars 2021, l'émission reçoit le NAACP Image Award de la Meilleure émission de variétés.